# Just Visiting
Just Visiting (Alternativtitel: Just Visiting – Mit Vollgas in die Zukunft) ist eine US-amerikanisch-französische Filmkomödie von Jean-Marie Poiré aus dem Jahr 2001. Sie ist eine Neuverfilmung der französischen Komödie Die Besucher aus dem Jahr 1993. Die Hauptrollen spielten Jean Reno, Christina Applegate und Christian Clavier. Der Film startete am 26. Juli 2001 in den deutschen Kinos.

## Handlung
Der im Mittelalter lebende Graf Thibault von Malfete soll die Prinzessin Rosalind heiraten. Ein Konkurrent von Thibault will diese aber selbst ehelichen. Er will, dass die Prinzessin einen Zaubertrank zu sich nimmt, und Thibault dann töten soll, versehentlich trinkt aber Thibault davon und tötet daraufhin die Prinzessin.
Ein Magier bereitet für von Malfete ein Zaubergetränk vor, das ihn in die Vergangenheit versetzen soll, damit von Malfete den Tod seiner Verlobten verhindert. Stattdessen werden von Malfete und sein Knappe André le Pâté in das moderne Chicago versetzt. Sie lernen dort Julia Malfete kennen, eine Nachkommin von Thibault. Thibault und André wohnen bei der Frau, die mit Hunter Cassidy verlobt ist. André verliebt sich in Angelique, eine Nachbarin von Julia.
Der Magier erscheint mit einem neuen Zaubergetränk. André will nicht mehr in die Vergangenheit zurückkehren. Thibault, Julia und der Magier fahren in ein Museum, die von Hunter benachrichtigte Polizei verfolgt sie. Im Museum nehmen die Zeitreisenden das Getränk ein und kehren in das Mittelalter zurück.
Thibault verhindert den Tod von Rosalind und heiratet sie. Sein Konkurrent fällt aus dem Fenster des Schlosses und stirbt.

## Kritiken
Michael Atkinson schrieb in der Village Voice vom 9. April 2001, die Komödie sei „aufgewärmt“. Sie habe bereits als Original weder scharf noch modern gewirkt und bei der Neuverfilmung sei dies wieder der Fall.
James Berardinelli zitierte auf ReelViews die Redewendung, nach der ein Gast wie ein Fisch nach drei Tagen stinken würde. Diese Empfindung komme beim Schauen des Films früher. Der Film gehöre zu einer großen Anzahl der vergesslichen Komödien, die lediglich einige lustigen Augenblicke bieten würden. Die Darstellung von Jean Reno wurde mit einer Darstellung einer Person mit verminderten geistigen Fähigkeiten verglichen („acting like an idiot“). Nur die Spezialeffekte seien besser als im Film aus dem Jahr 1993.
Roger Ebert schrieb in der Chicago Sun-Times vom 6. April 2001, der Film gehöre zu den wenigen US-amerikanischen Neuverfilmungen der französischen Filme, die nicht nur die Essenz des Originals erhalten, sondern diese sogar verbessern. Die auf den Kontrasten beruhenden Gags seien witziger als im ersten Film.
Stephen Hunter schrieb in der Washington Post vom 6. April 2001, die Komödie sei nicht witzig. Er kritisierte die Darstellungen von Christina Applegate, Matt Ross und Christian Clavier; lediglich die Darstellung von Jean Reno wurde gelobt.

„Platteste Nummernrevue mit niveaulosen Gags, die jeder Logik und Gesellschaftskritik entbehrt.“

## Hintergründe
Die Produktionskosten des Films betrugen schätzungsweise 35 Millionen US-Dollar. Er spielte in den Kinos der Vereinigten Staaten 4,8 Millionen US-Dollar ein.